# Atoc
Atoc (... – 1531) è stato un generale inca, fratello dell'imperatore Huáscar.

## Biografia
Dopo la morte del padre di Huáscar, Huayna Cápac, Atoc fu mandato a nord (probabilmente nel 1529) per reprimere i separatisti guidati dal fratellastro di Huáscar, Atahualpa. Atahualpa fu sconfitto nella battaglia di Chillopampa e catturato, ma riuscì a fuggire e a creare un nuovo esercito. Un'altra battaglia fu combattuta a Chimborazo, e questa volta Atahualpa ne uscì vincitore. Si dice che il suo generale Chalcochima mutilò ed uccise Atoc, usando la sua testa come coppa chicha dorata o cavandogli gli occhi e lasciandolo sul campo di battaglia. Si dice che la sua pelle e quella del suo co-generale Hango siano state conciate ed usate come tamburi. Poco dopo, Atahualpa riconquistò Tumebamba e Cajamarca e, nell'aprile dell'anno seguente, i generali di Atahualpa assediarono Cuzco.